# Arzenc-de-Randon
Arzenc-de-Randon är en kommun i departementet Lozère i regionen Occitanien i södra Frankrike. Kommunen ligger i kantonen Châteauneuf-de-Randon som tillhör arrondissementet Mende. År 2022 hade Arzenc-de-Randon 189 invånare.

## Befolkningsutveckling
Antalet invånare i kommunen Arzenc-de-Randon
| Referens: INSEE |